# 天草市立亀場小学校
天草市立亀場小学校（あまくさしりつ かめばしょうがっこう）は熊本県天草市にあった小学校。

## 沿革
- 1875年（明治8年）10月21日 亀川松林庵に教室を開く
- 1882年（明治15年）5月 亀川新涯地に移転
- 1886年（明治19年） 修業年限3か年の簡易学校となる
- 1890年（明治23年） 修業年限4か年の尋常小学校となる
- 1902年（明治35年）9月24日 新築落成し、通山に移転
- 1917年（大正6年）7月 村立実業補習学校創設
- 1920年（大正9年）4月5日 修業年限2か年の高等科設置
- 1941年（昭和16年） 亀場国民学校となる
- 1947年（昭和22年） 亀場村立亀場小学校となる
- 1954年（昭和29年） 本渡市立亀場小学校となる
- 1958年（昭和33年） 志柿小学校瀬戸分校を統合
- 1973年（昭和48年） 瀬戸小学校を分離
- 1977年（昭和52年）2月 亀場小学校に体育館が完成
- 2006年（平成18年）3月 天草市立亀場小学校となる
- 2012年（平成24年）3月 天草市立枦宇土小学校、天草市立宮地岳小学校と統合し天草市立亀川小学校となる

## クラブ活動

### 運動部
- サッカー部
- 女子ミニバスケットボール部
- ソフトボール部

バスケ部は、平成19年の7月末に行われた、熊日学童オリンピック・ミニバスケットボール大会で準優勝の成績を残している。

### 文化部
- 器楽部

## 補足事項
- 登校は集団登校である。各地域に登校班が編成されており、学校へ登校する際は集団で移動する。

## 学校周辺
- 十万山
- 本渡瀬戸